# Rotaria haptica
Rotaria haptica är en hjuldjursart som först beskrevs av Gosse 1886.  Rotaria haptica ingår i släktet Rotaria och familjen Philodinidae. Inga underarter finns listade i Catalogue of Life.